# Premier Division (1981/1982)
Premier Division (1981/1982) – był to 85. sezon szkockiej pierwszej klasy rozgrywkowej w piłce nożnej. Sezon rozpoczął się 29 sierpnia 1981, a zakończył się 15 maja 1982. Brało w niej udział 10 zespołów, które grały ze sobą systemem „każdy z każdym”. Tytuł mistrzowski obronił Celtic, dla którego był to 33. tytuł mistrzowski w historii klubu. Tytuł króla strzelców zdobył George McCluskey, który strzelił 21 bramek.

## Zasady rozgrywek
W rozgrywkach brało udział 10 drużyn, walczących o tytuł mistrza Szkocji w piłce nożnej. Każda z drużyn rozegrała po 4 mecze ze wszystkimi przeciwnikami (razem 36 spotkań).

## Drużyny
| Uczestnicy poprzedniej edycji                                                                                 | Uczestnicy poprzedniej edycji | Uczestnicy poprzedniej edycji | Uczestnicy poprzedniej edycji |
| --- | ----------------------------- | ----------------------------- | ----------------------------- |
| CEL | Celtic                        | 1                             |                               |
| ABR | Aberdeen                      | 2                             |                               |
| RAN | Rangers                       | 3                             |                               |
| STM | St. Mirren                    | 4                             |                               |
| DNU | Dundee United                 | 5                             |                               |
| PAR | Partick Thistle               | 6                             |                               |
| AIR | Airdrieonians                 | 7                             |                               |
| MOR | Greenock Morton               | 8                             |                               |
| Awans z Scottish First Division 1980/1981                                                                     |                               |                               |                               |
| HIB | Hibernian                     | 1                             |                               |
| DNE | Dundee                        | 2                             |                               |
| Oznaczenia: - kolumna pierwsza – skróty nazw drużyn, - kolumna trzecia – miejsce zajęte w poprzednim sezonie. |                               |                               |                               |

## Stadiony
| Miasto   | Stadion             | Klub            | Pojemność |
| -------- | ------------------- | --------------- | --------- |
| Airdrie  | Broomfield Park     | Airdrieonians   | 12 620    |
| Aberdeen | Pittodrie Stadium   | Aberdeen        | 20 866    |
| Dundee   | Dens Park           | Dundee          | 11 856    |
| Dundee   | Tannadice Park      | Dundee United   | 14 223    |
| Edynburg | Easter Road Stadium | Hibernian       | 17 536    |
| Glasgow  | Celtic Park         | Celtic          | 80 000    |
| Glasgow  | Firhill Stadium     | Partick Thistle | 10 102    |
| Glasgow  | Ibrox Stadium       | Rangers         | 80 000    |
| Greenock | Cappielow Park      | Greenock Morton | 11 100    |
| Paisley  | St. Mirren Park     | St. Mirren      | 10 800    |

## Tabela końcowa
| Lp. | Drużyna             | M  | Z  | R  | P  | Bramki | Bramki | Różn. | Pkt | Uwagi                          |
| --- | ------------------- | -- | -- | -- | -- | ------ | ------ | ----- | --- | ------------------------------ |
| 1   | Celtic (M)          | 36 | 24 | 7  | 5  | 79     | 33     | +46   | 55  | Puchar Europy • 1R             |
| 2   | Aberdeen (P)        | 36 | 23 | 7  | 6  | 71     | 29     | +42   | 53  | Puchar Zdobywców Pucharów • 1R |
| 3   | Rangers             | 36 | 16 | 11 | 9  | 57     | 45     | +12   | 43  | Puchar UEFA • 1R               |
| 4   | Dundee United       | 36 | 15 | 10 | 11 | 61     | 38     | +23   | 40  | Puchar UEFA • 1R               |
| 5   | St. Mirren          | 36 | 14 | 9  | 13 | 49     | 52     | −3    | 37  |                                |
| 6   | Hibernian           | 36 | 11 | 14 | 11 | 38     | 40     | −2    | 36  |                                |
| 7   | Greenock Morton     | 36 | 9  | 12 | 15 | 31     | 54     | −23   | 30  |                                |
| 8   | Dundee              | 36 | 11 | 4  | 21 | 46     | 72     | −26   | 26  |                                |
| 9   | Partick Thistle (S) | 36 | 6  | 10 | 20 | 35     | 59     | −24   | 22  | Spadek do First Division       |
| 10  | Airdrieonians (S)   | 36 | 5  | 8  | 23 | 31     | 76     | −45   | 18  | Spadek do First Division       |

## Wyniki spotkań

### Mecze 1–18
| Gospodarz \ Gość | ABR | AIR | CEL | DNE | DNU | HIB | MOR | PAR | RAN | STM |
| Aberdeen         |     | 0:0 | 1:3 | 2:1 | 1:1 | 1:0 | 2:0 | 2:1 | 3:1 | 4:1 |
| Airdrieonians    | 0:4 |     | 1:3 | 4:2 | 2:1 | 3:1 | 1:1 | 1:1 | 2:2 | 3:4 |
| Celtic           | 2:1 | 5:2 |     | 3:1 | 1:1 | 0:0 | 2:1 | 2:0 | 3:3 | 0:0 |
| Dundee           | 0:3 | 3:1 | 1:3 |     | 1:3 | 0:0 | 4:1 | 4:2 | 2:3 | 3:0 |
| Dundee United    | 4:1 | 4:0 | 0:2 | 5:2 |     | 1:0 | 3:0 | 0:0 | 2:0 | 0:2 |
| Hibernian        | 1:1 | 1:1 | 1:0 | 2:0 | 1:1 |     | 4:0 | 3:0 | 1:2 | 0:0 |
| Greenock Morton  | 2:1 | 3:0 | 1:1 | 2:0 | 1:0 | 2:1 |     | 1:0 | 0:0 | 0:2 |
| Partick Thistle  | 0:2 | 4:1 | 0:2 | 1:2 | 2:3 | 1:0 | 2:2 |     | 0:1 | 1:1 |
| Rangers          | 0:0 | 4:1 | 0:2 | 2:1 | 2:0 | 2:2 | 1:1 | 0:2 |     | 4:1 |
| St. Mirren       | 1:2 | 1:1 | 1:2 | 4:0 | 1:0 | 1:0 | 2:0 | 2:1 | 1:1 |     |

Źródło: SPFL.co.uk
Objaśnienia:
1Drużyna gospodarzy jest wymieniona po lewej stronie tabeli.
Kolory: zielony – zwycięstwo gospodarzy, żółty – remis, różowy – zwycięstwo gości.

### Mecze 19–36
| Gospodarz \ Gość | ABR | AIR | CEL | DNE | DNU | HIB | MOR | PAR | RAN | STM |
| Aberdeen         |     | 2:0 | 1:3 | 0:0 | 2:1 | 3:1 | 0:0 | 3:1 | 4:0 | 5:1 |
| Airdrieonians    | 0:3 |     | 1:5 | 0:2 | 2:0 | 0:2 | 1:1 | 3:1 | 0:1 | 0:2 |
| Celtic           | 0:1 | 2:0 |     | 4:2 | 3:1 | 6:0 | 1:0 | 2:2 | 2:1 | 3:0 |
| Dundee           | 0:5 | 1:0 | 1:3 |     | 0:2 | 2:2 | 2:1 | 1:2 | 3:1 | 0:2 |
| Dundee United    | 1:2 | 4:0 | 3:0 | 1:1 |     | 0:1 | 5:0 | 5:1 | 1:1 | 1:1 |
| Hibernian        | 0:3 | 1:0 | 1:0 | 2:1 | 0:1 |     | 2:2 | 1:1 | 0:0 | 2:1 |
| Greenock Morton  | 2:1 | 1:0 | 1:1 | 2:0 | 1:1 | 0:0 |     | 0:0 | 1:3 | 0:1 |
| Partick Thistle  | 0:0 | 0:0 | 0:3 | 0:2 | 1:2 | 1:2 | 4:0 |     | 2:0 | 0:0 |
| Rangers          | 1:3 | 1:0 | 1:0 | 4:0 | 1:1 | 1:1 | 3:0 | 4:1 |     | 3:0 |
| St. Mirren       | 0:2 | 3:0 | 2:5 | 0:1 | 2:2 | 2:2 | 3:1 | 2:0 | 2:3 |     |

Źródło: SPFL.co.uk
Objaśnienia:
1Drużyna gospodarzy jest wymieniona po lewej stronie tabeli.
Kolory: zielony – zwycięstwo gospodarzy, żółty – remis, różowy – zwycięstwo gości.